# Gerres nigri
Gerres nigri és una espècie de peix pertanyent a la família dels gerrèids.

## Descripció
- Fa 20 cm de llargària màxima (normalment, en fa 15).[3][4][5]

## Alimentació
Menja peixos, gambes, mol·luscs, plàncton i detritus.

## Hàbitat
És un peix marí (tot i que entra sovint als estuaris i les llacunes costaneres), de clima tropical i bentopelàgic que viu fins als 60 m de fondària.

## Distribució geogràfica
Es troba a l'Atlàntic oriental: des del Senegal fins a Angola.

## Observacions
És inofensiu per als humans.